# Hans Dotzler (Fußballspieler)
Hans Dotzler (* 10. Juni 1957) ist ein ehemaliger deutscher Fußballtorwart. Er spielte in seiner Karriere beim Bayer 05 Uerdingen in der Bundesliga und in der 2. Bundesliga.

## Karriere
Dotzler spielte ab 1980 in der Bundesliga, bei Bayer 05 Uerdingen. Unter Trainer Horst Buhtz, war er die Nummer zwei zwischen den Pfosten, hinter der Stammkraft Paul Hesselbach. In der Saison 1980/81 absolvierte er drei Spiele, sein Debüt gab er am 26. Spieltag beim 1:0-Sieg gegen den VfL Bochum. Die nächsten beiden Ligaspiele absolvierte wieder Dotzler. Beide endeten 3:2. Eines für den MSV Duisburg, das Andere für die Werkself gegen den 1. FC Nürnberg. Trotz der Ausbeute von zwei Siegen, in drei Spielen stieg Bayer als Tabellenletzter ab. In der anschließenden 2. Bundesligasaison übernahm Werner Biskup das Traineramt. Biskup hielt an Hesselbach als Nummer eins im Tor fest. So bestritt Dotzler einen Einsatz im Ligabetrieb, am 36. Spieltag spielte er bei der 1:6-Niederlage gegen den TSV 1860 München. Bayer landete in der Abschlusstabelle im Mittelfeld und Dotzler wechselte zum 1. FC Amberg.

## Privates
Sein Sohn Lukas spielte ebenfalls als Stürmer für den FC Amberg. er wechselte aber 2014 zu Eintracht Bamberg.